# جورجتاون، جزیره پرنس ادوارد
جورجتاون، جزیره پرنس ادوارد (به انگلیسی: Georgetown, Prince Edward Island) یک منطقهٔ مسکونی در کانادا است که در شهرستان کینگز واقع شده‌است. جورجتاون ۶۹۳ نفر جمعیت دارد.